# Tintoretto

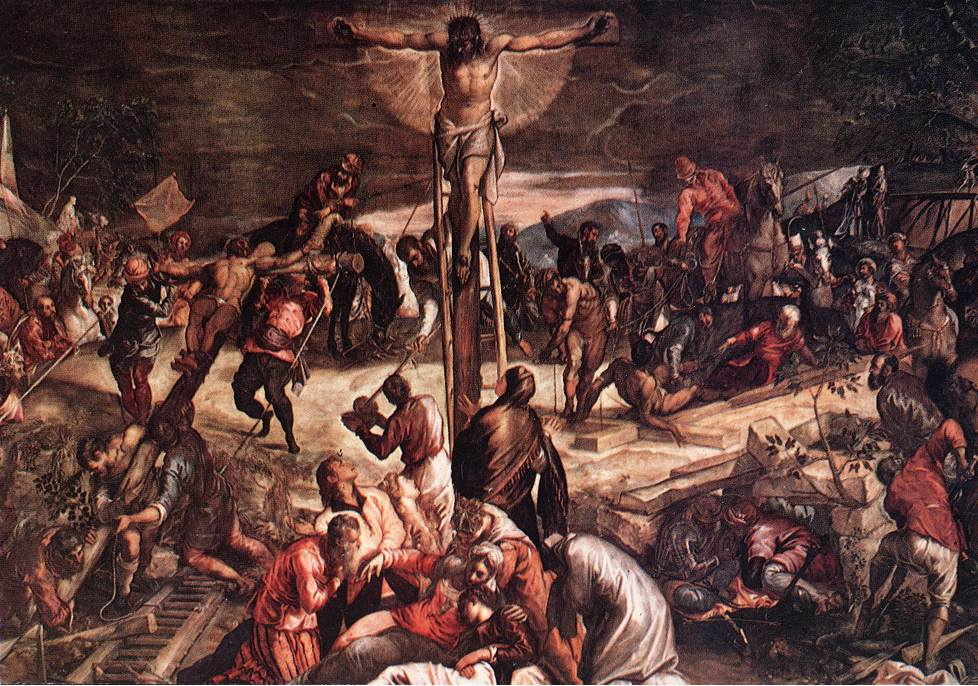
Tintoretto - "Korsfästelsen" (1565), Scuola Grande di San Rocco, Venedig.

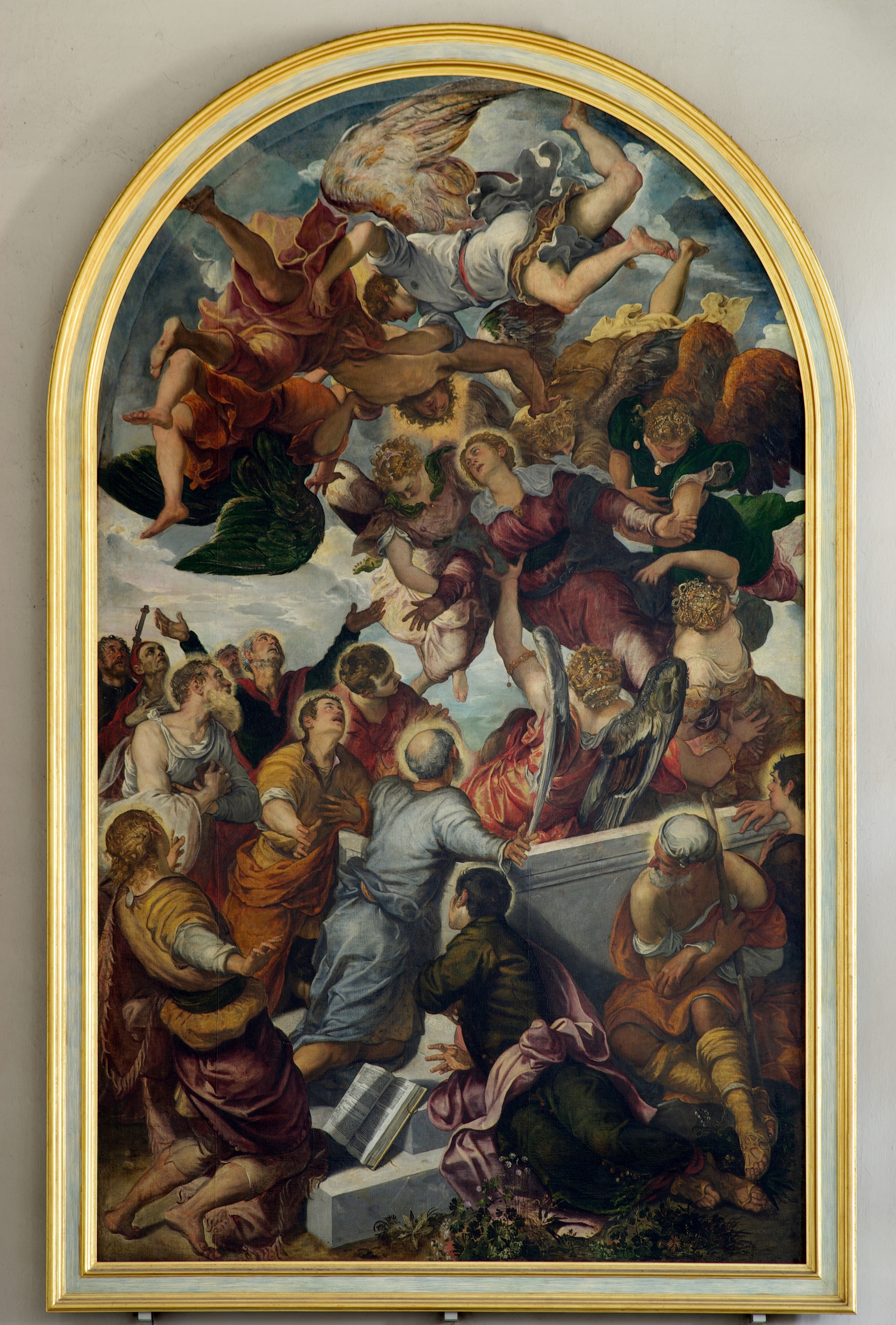
Tintorettos skildring av Marie himmelsfärd, att jämföra med motsvarande verk av Tizian.

Tintoretto, eller Jacopo Robusti, född 1518 i Venedig, död 31 maj 1594 i Venedig, var en italiensk målare. Sannolikt mest känd för målningarna Korsfästelsen (1565) och Nattvarden (1592–1594).
Smeknamnet Tintoretto ("den lille färgaren") fick han, eftersom han var son till en tintore ("färgare").
Tintorettos arbeten kännetecknas ofta av starka överdrifter gällande såväl komposition som färgbehandling. Perspektiven är ofta svindlande och penseldragen virtuost svepande och skissartade. Allt i sann manieristisk anda. Ett bra exempel på detta är Bortförandet av den helige Markus kropp (1562–1566) vilken kan beskådas på Gallerie dell'Accademia i Venedig. Han var framför allt verksam i Venedig och målade i fler verk episoder från stadens skyddshelgon Markus liv.
Hans största konkurrent om de många uppdragen i Venedig var Tizian som ansåg att Tintoretto dumpade priserna. Tintorettos verkstad var oerhört produktiv vilket ibland ledde till kvalitativa brister i verken. Hans bästa arbeten vittnar dock om att han tillhör manierismens största mästare och väl kan mäta sig med Tizian. Tintoretto är rikligt representerad vid Gallerie dell'Accademia. I Sverige är han inte representerad på något museum genom ett erkänt originalverk, även om en målning på Thielska galleriet tillskrivits honom.
Bland de konstnärer som tagit intryck av Tintorettos måleri märks El Greco, som var hans elev.

## Eftermäle
Nedslagskratern Tintoretto på planeten Merkurius och asteroiden 9906 Tintoretto är uppkallad efter Tintoretto.

## Nyupptäckt målning av Tintoretto
En målning som tillskrivits Andrea Schiavone, blev vid en katalogisering 2013 på Victoria and Albert Museum i London, identifierad som ett verk av Tintoretto. Det gällde verket "Sankta Helenas ombordstigning" som funnits i museets ägo sedan 1865.

## Kronologiskt bildgalleri
Se även alfabetisk lista över Tintorettos målningar.

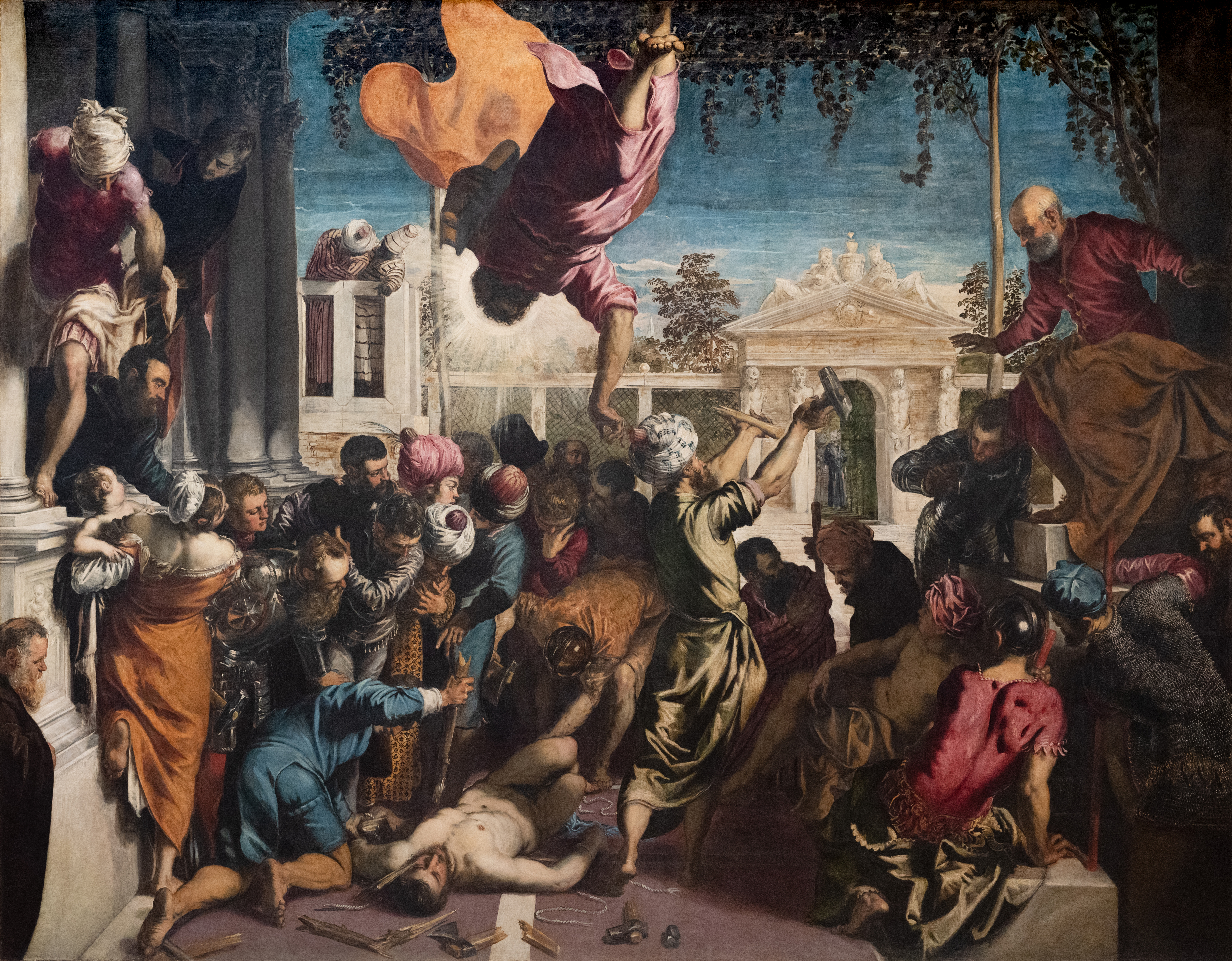
Den helige Markus befriar en slav (1547–1548), Gallerie dell'Accademia.
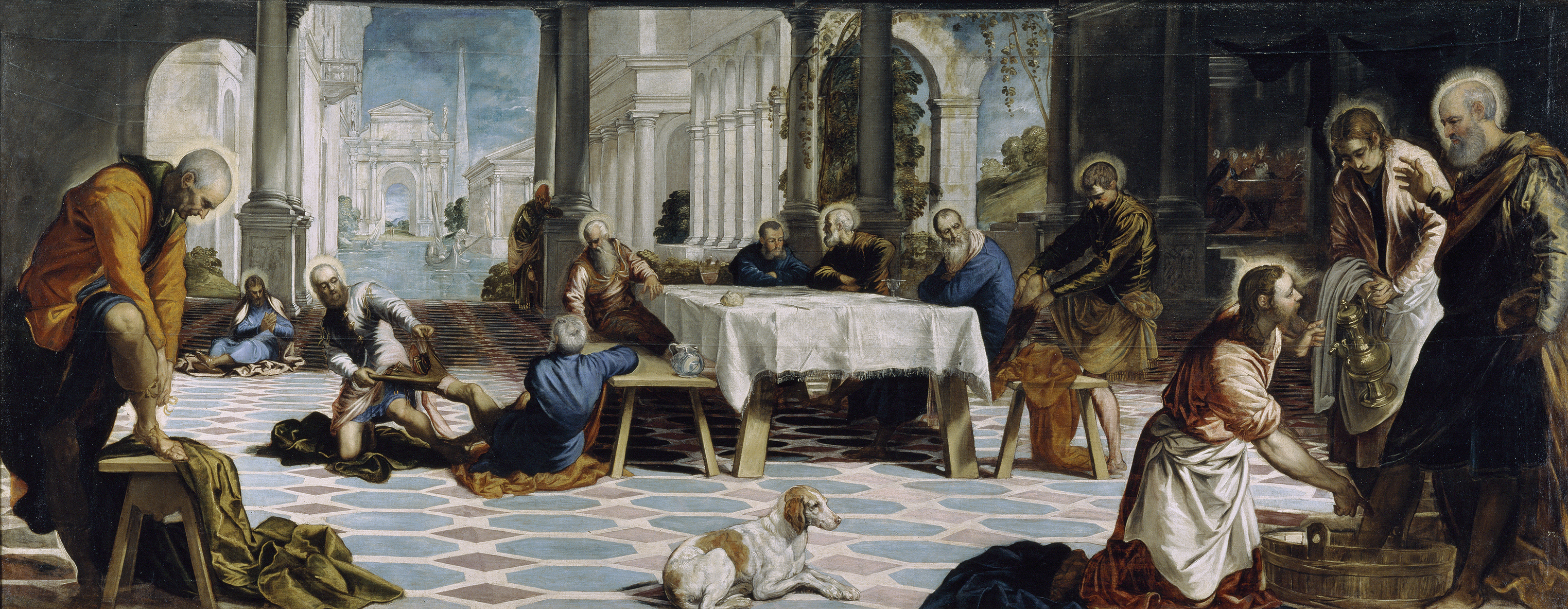
Jesus tvättar sina lärjungars fötter (1548–1549)
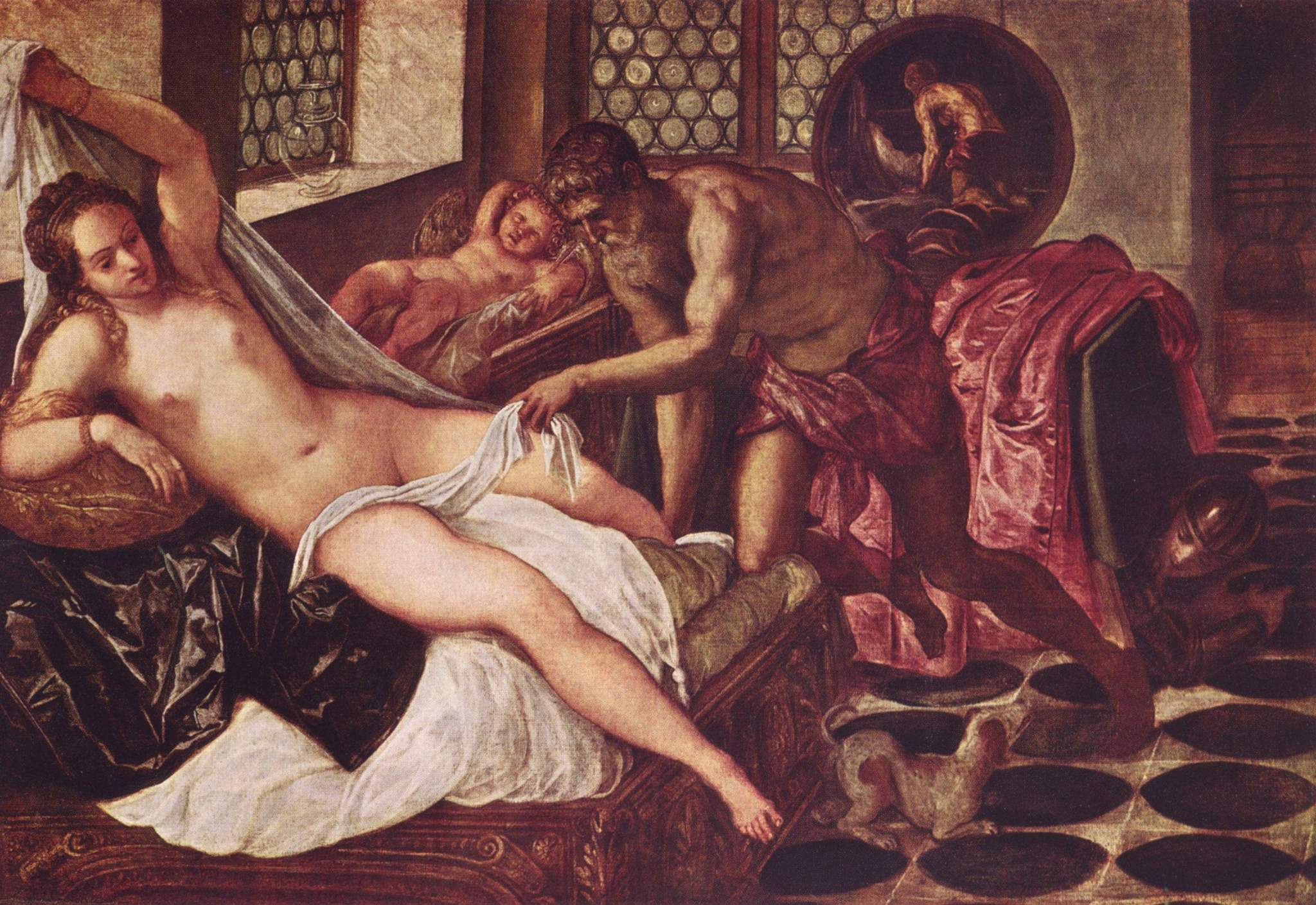
Mars och Venus överraskas av Vulcanus (cirka 1555), Alte Pinakothek.
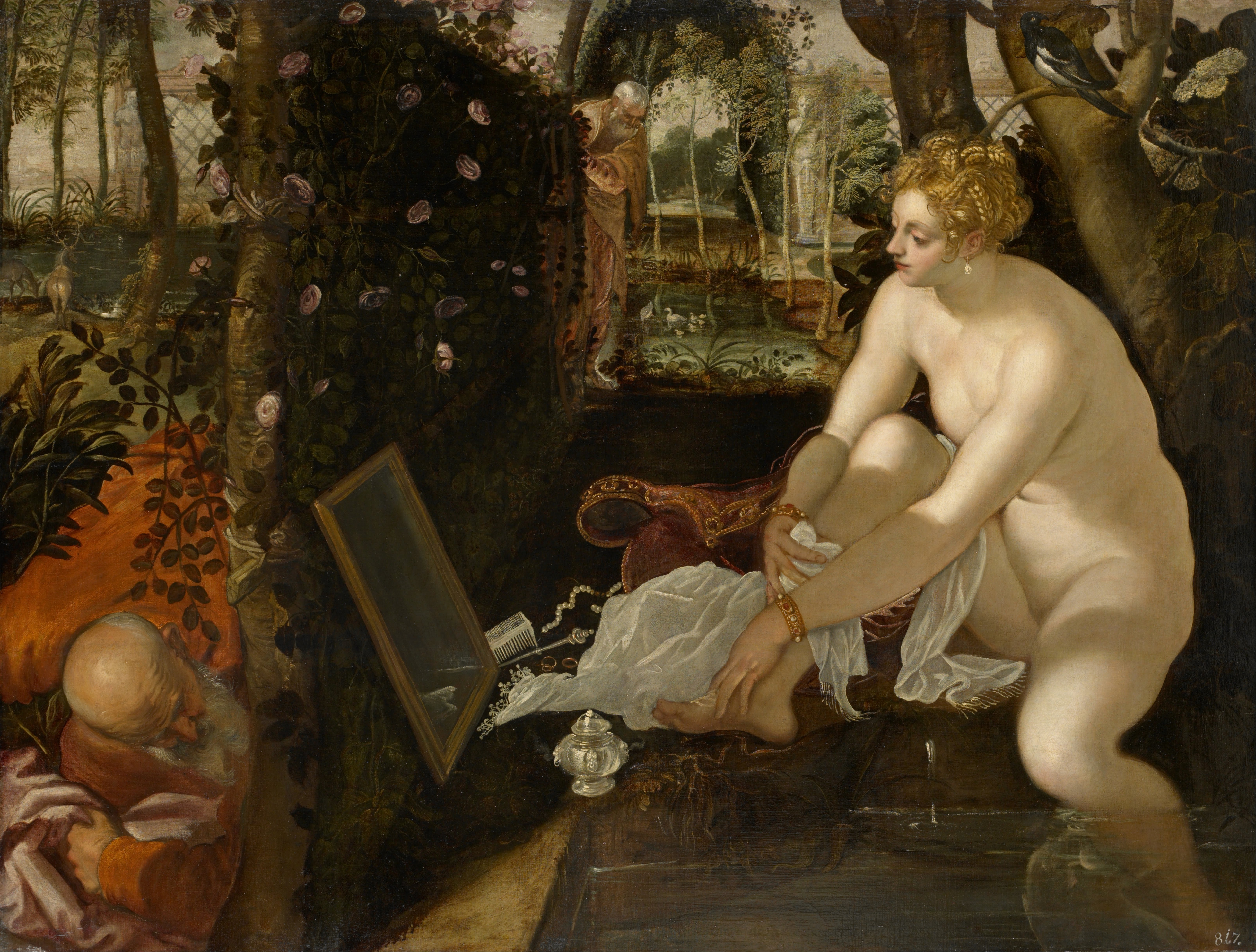
Susanna i badet (1555–1556), Kunsthistorisches Museum.
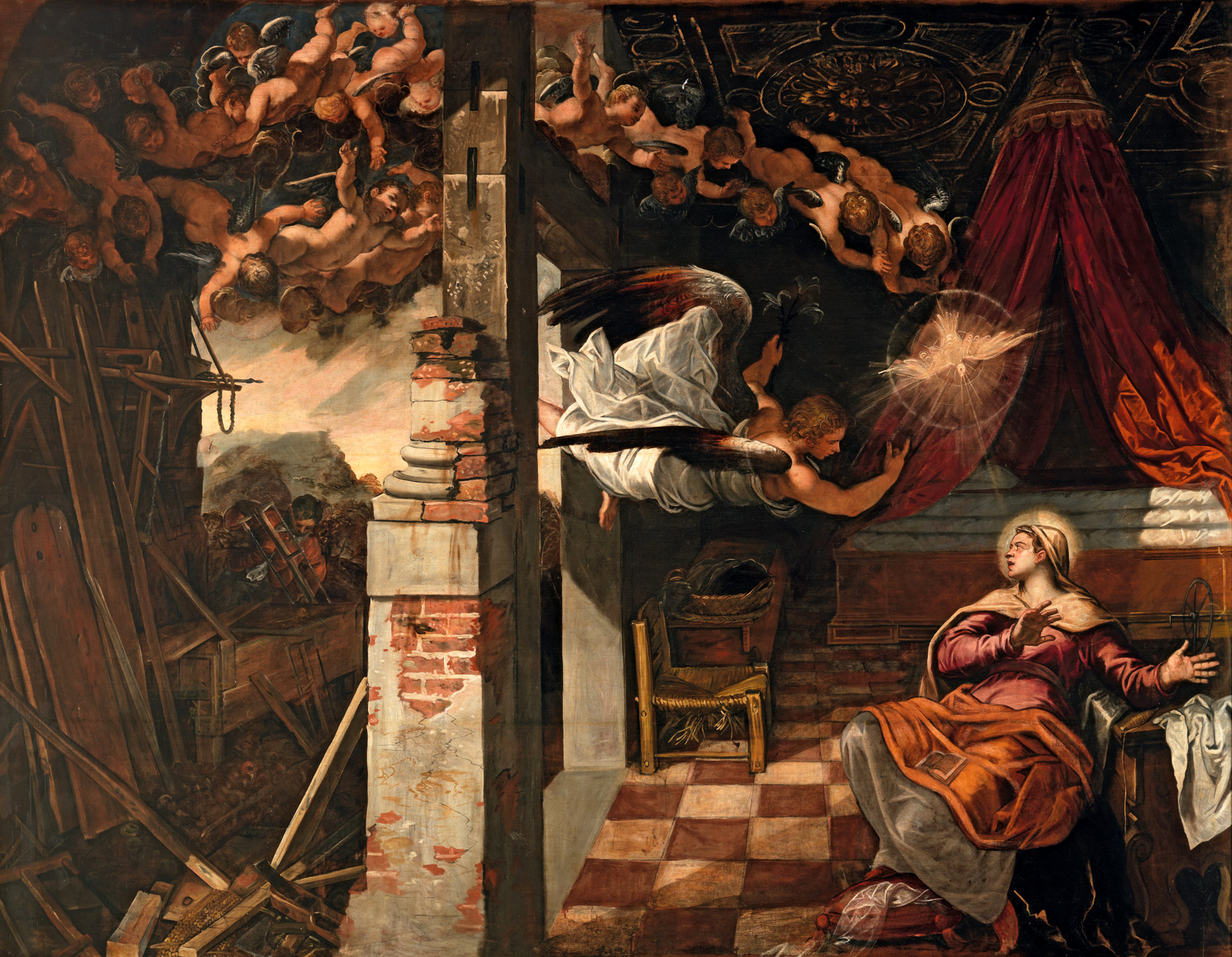
Bebådelsen (1583–1587), Scuola Grande di San Rocco.
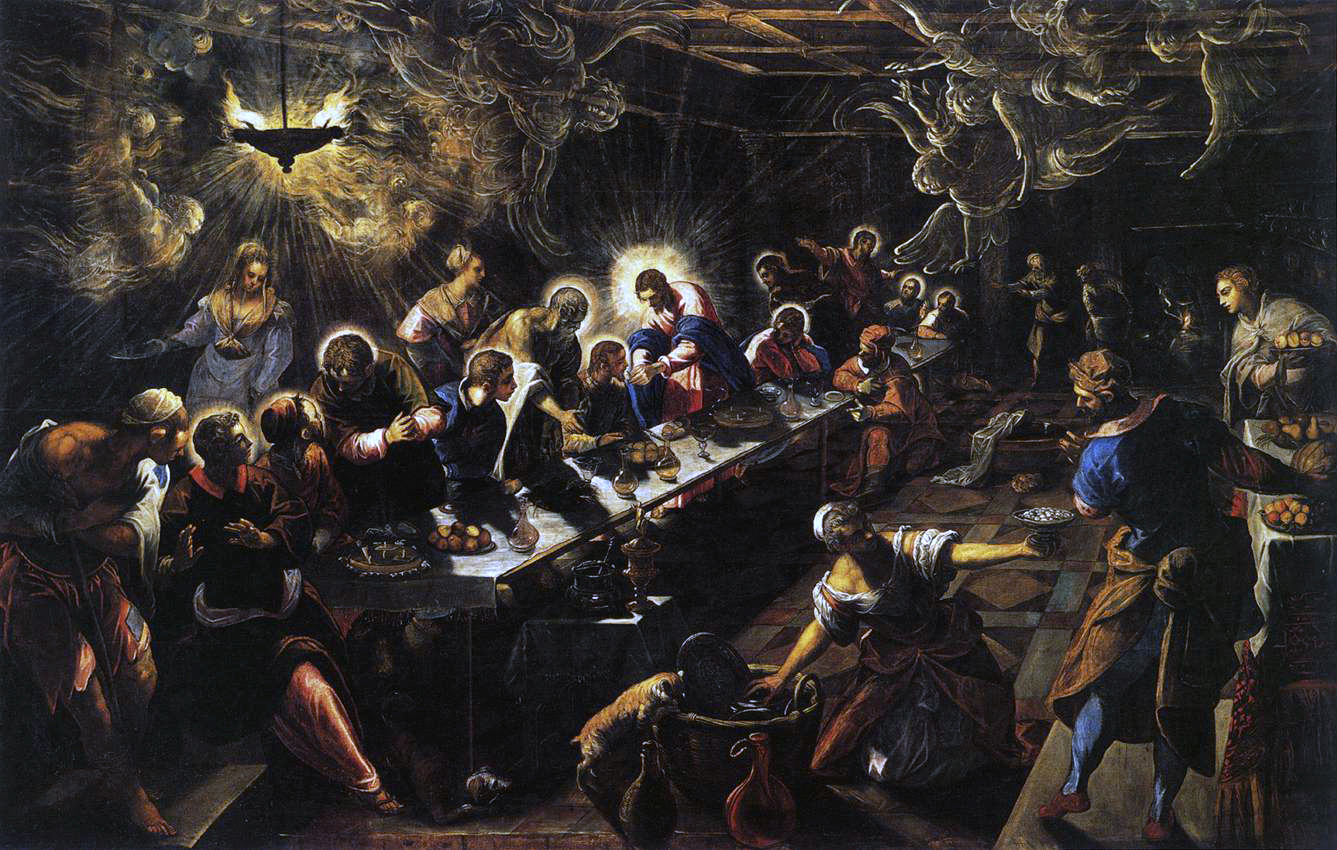
Nattvarden (1592–1594), San Giorgio Maggiore.